# Trường Trung học phổ thông Công Nghiệp, Hòa Bình
Trường Trung học phổ thông Công Nghiệp là một trường trung học phổ thông công lập trên địa bàn tỉnh Hòa Bình. Trường nằm trong nhóm các trường THPT dẫn đầu trên địa bàn tỉnh.

## Lịch sử
Trường Trung học phổ thông Công Nghiệp - Hòa Bình được thành lập ngày 25 tháng 08 năm 1970 với tên ban đầu là Trường Thanh niên vừa học vừa làm thị xã Hòa Bình. Trong khoảng thời gian đầu sau khi thành lập, nhà trường chỉ có một lớp học đơn sơ và một xưởng trường nhưng thầy và trò nhà trường đã thực hiện tốt nhiệm vụ vừa học tập, vừa lao động, sản xuất.
Ngày 25 tháng 08 năm 1971, trường được đổi tên thành Trường cấp III phổ thông vừa học vừa sản xuất công nghiệp thị xã Hòa Bình.
Năm 1976, trường được đổi tên thành Trường cấp III Công Nghiệp B Hà Sơn Bình (Trường cấp III Công Nghiệp A ở thị xã Hà Đông khi ấy nay là Trường THPT Lê Quý Đôn - Hà Đông, Hà Nội).
Năm 1991, trường chính thức mang tên Trường THPT Công Nghiệp.
Từ năm học 1992-1993, nhà trường mở hệ chuyên bán công đầu tiên trên cả nước.
Từ năm học 2004-2005, nhà trường chuyển sang mô hình lớp chất lượng cao.

## Khen thưởng
- Huân chương lao động hạng Nhất (2001, 2010)[4][5]
- Huân chương lao động hạng Nhì (2000)[4]
- Huân chương Lao động hạng Ba (1979)[4]
- Giai đoạn 2000 - 2010, được công nhận trường đạt chuẩn quốc gia.[5]
- Năm học 2013-2014 và năm học 2017-2018, được trao tặng cờ thi đua của Chính phủ.[5]
- Nhiều cờ thi đua đơn vị dẫn đầu khối THPT tỉnh Hòa Bình.[5]